# Chatsworth House

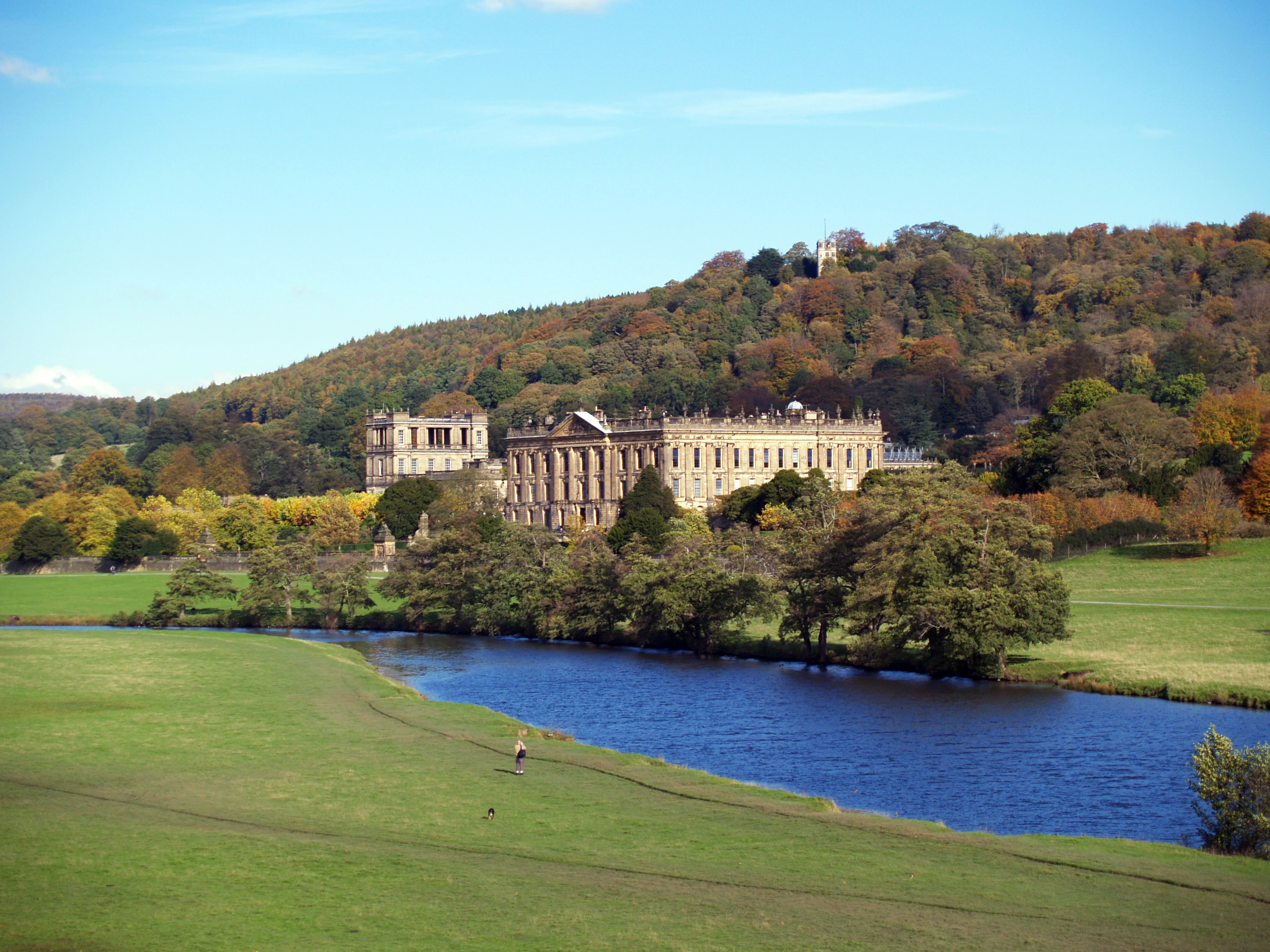
Chatsworth House (2007)

Chatsworth House ist ein englisches Landschloss und liegt etwa fünf Kilometer nordöstlich von Bakewell in Derbyshire. Es ist der Sitz der Familie Cavendish, der Dukes of Devonshire, und wird seit dem 16. Jahrhundert ununterbrochen von ihnen bewohnt.
Bedeutsam ist auch der große Park, in dem neben Überresten des früheren Barockgartens vor allem der ausgedehnte, über vier Quadratkilometer große Landschaftspark von Capability Brown sowie eine von Joseph Paxton geschaffene Fontäne, mehrere Gewächshäuser und Steingärten zu sehen sind.
2019 wurde Chatsworth House von rund 606.000 Personen besucht. 2024 betrug die Besucherzahl etwa 632.000 Personen.

## Beschreibung

### Gebäude
Chatsworth ist eines der bekanntesten Herrenhäuser Englands. Es liegt inmitten seines ausgedehnten Parks und überschaut den nahegelegenen Fluss Derwent sowie die Hügel, die diesen vom benachbarten Tal des River Wye trennen.
Das Hauptgebäude wurde im Stil des englischen Barock um einen Innenhof erbaut, hat eine reich verzierte Dachbrüstung und eine mit Pilastern streng gegliederte Fassade sowie 175 Räume.

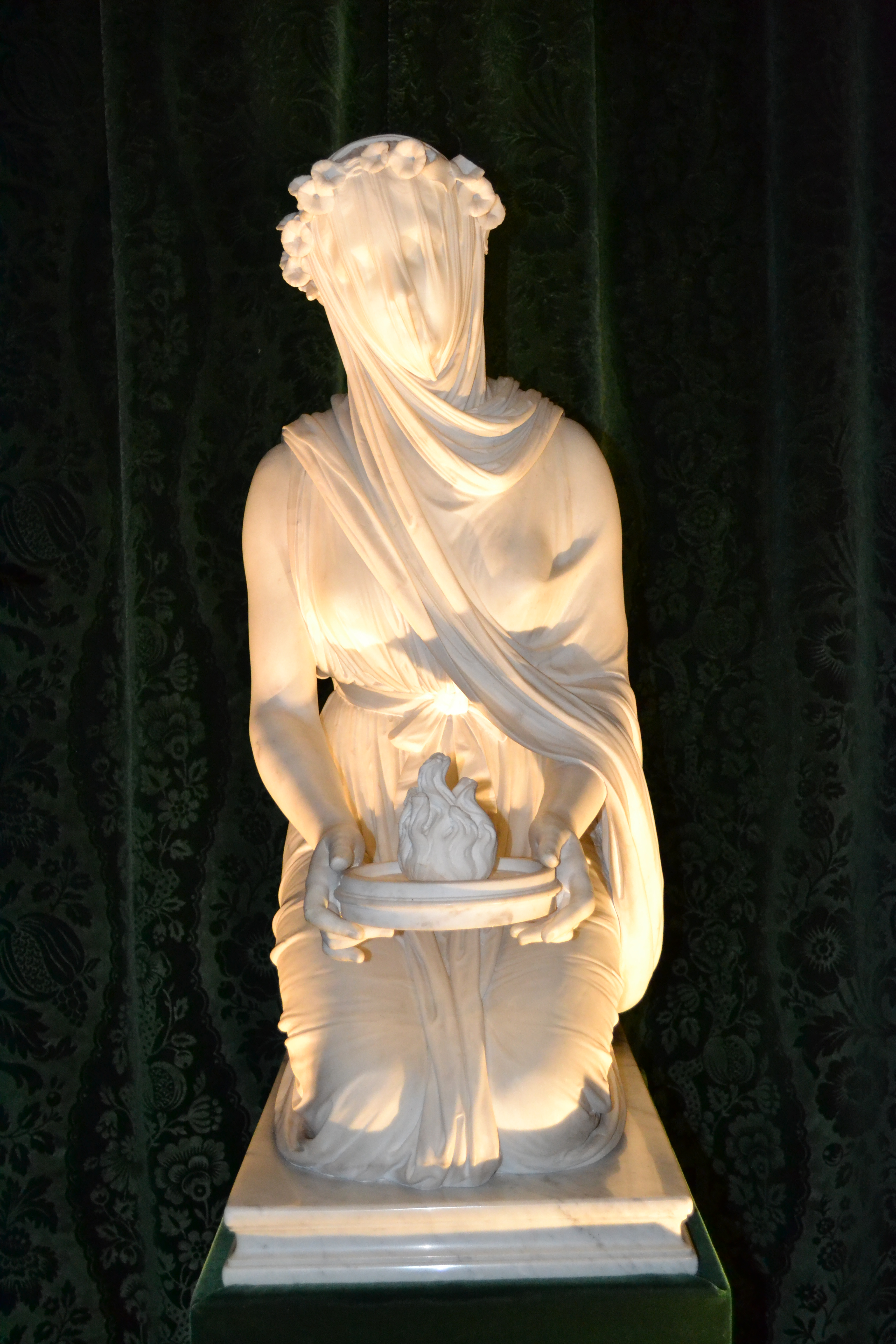
Verschleierte Vestalin von Raffaelle Monti

Die Vielzahl von Prunkräumen, sind  mit Gemälden von Tintoretto, Canaletto, Rembrandt, Van Dyck und Renoir, mit Deckengemälden von Antonio Verrio und Louis Laguerre sowie mit Tapisserien, Seiden- und Leder-Wandbehängen ausgestattet. Darüber hinaus werden Porzellan und Möbel verschiedener Epochen gezeigt. Die Bibliothek umfasst 17.500 Bände. In der Skulpturengalerie sind Werke unter anderem von Antonio Canova, Bertel Thorvaldsen und Rudolf Schadow sowie Gemälde von Rembrandt und Frans Hals ausgestellt. Sie gilt als eine der größten Privatsammlungen klassizistischer Skulpturen in England.

## Geschichte

### Gebäude

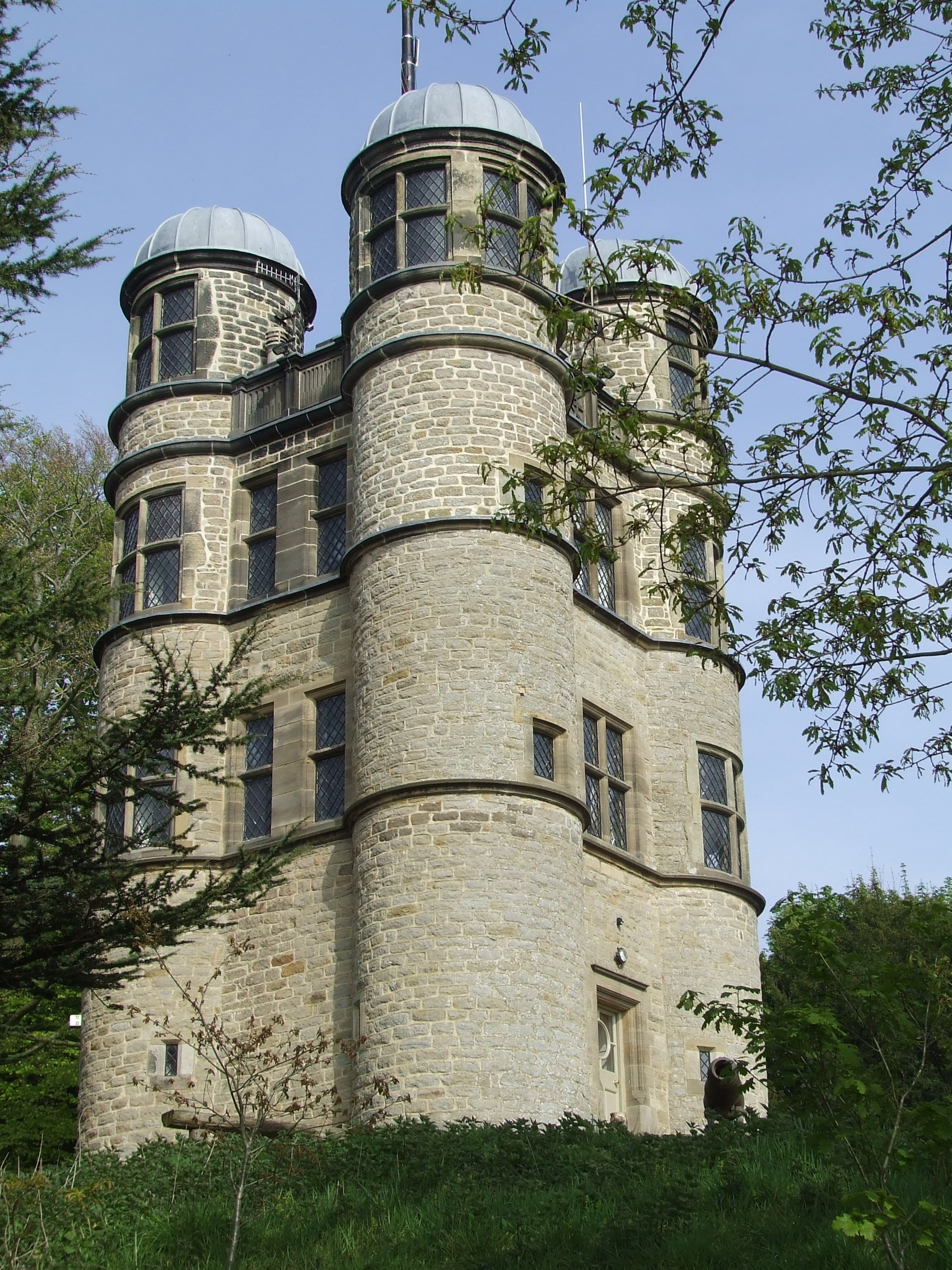
Der Hunting Tower an der Stelle eines früheren Herrenhauses

Bess of Hardwick und ihr zweiter Ehemann, Sir William Cavendish, kauften das Landgut von Chatsworth 1549 und bauten ab 1552 das erste Haus. Aus dieser Zeit ist lediglich der Jagdturm (Hunting Tower) auf einem nahe gelegenen Hügel übrig geblieben.
Bis zum Ende des 17. Jahrhunderts wurden nur wenige Änderungen am Gebäude vorgenommen. Das heutige Gebäude im klassizistischen Stil ließ William Cavendish, 1. Duke of Devonshire in den Jahren 1686 bis 1707 erbauen. Künstler aus halb Europa beteiligten sich daran. 1686 ließ der Duke von Architekt William Talman die Südfassade abreißen und neue Privatgemächer sowie eine prunkvolle Flucht von Staatsgemächern erbauen, um König Wilhelm III. und Königin Maria II. zu empfangen, die aber nie nach Chatsworth kommen sollten. In diesen Gemächern gibt es unter anderem Deckengemälde von Louis Laguerre sowie Tapisserien nach Gemälden von Raffael. Der Staatsspeisesaal mit einem Deckengemälde von Antonio Verrio ist nahezu unverändert. Da der Herzog inzwischen viel Gefallen am Bauen fand, blieb es nicht bei diesem Teil des Hauses. Es folgten die Ostfassade (Architekt: William Talman) inklusive der Painted Hall und der Long Gallery, die von William Cavendish, 6. Duke of Devonshire, zur heutigen Bibliothek umgestaltet werden sollte, die Westfassade und schließlich die Nordfassade (Architekt: Thomas Archer). Die Westfassade war vermutlich vom Herzog selbst geplant worden. In dieser Phase entstanden auch die Painted Hall mit Deckengemälden von Louis Laguerre, auf denen Szenen aus dem Leben Julius Caesars dargestellt sind, sowie die im Originalzustand erhaltene Kapelle.
1820 bis 1830 ließ William Cavendish, 6. Duke of Devonshire (der Junggeselle), einen Flügel im Norden anfügen (Architekt: Sir Jeffry Wyatville), der die Größe des Gebäudes verdoppelte. Die Skulpturengalerie, der größte Raum des Hauses, liegt im Nordflügel und beherbergt einen Großteil der immensen Sammlung des Herzogs. Zu dieser Zeit wurde die lange Galerie zur Bibliothek umgebaut, da der Herzog mehrere Büchersammlungen erworben hatte und diese dort unterbringen wollte.
Seit 1981 kümmert sich die von Andrew Cavendish, 11. Duke of Devonshire, gegründete Chatsworth-House-Stiftung um den Unterhalt des Schlosses. Es gehört dem Konsortium Treasure Houses of England an.

Interieurs in Chatsworth House (Auswahl)
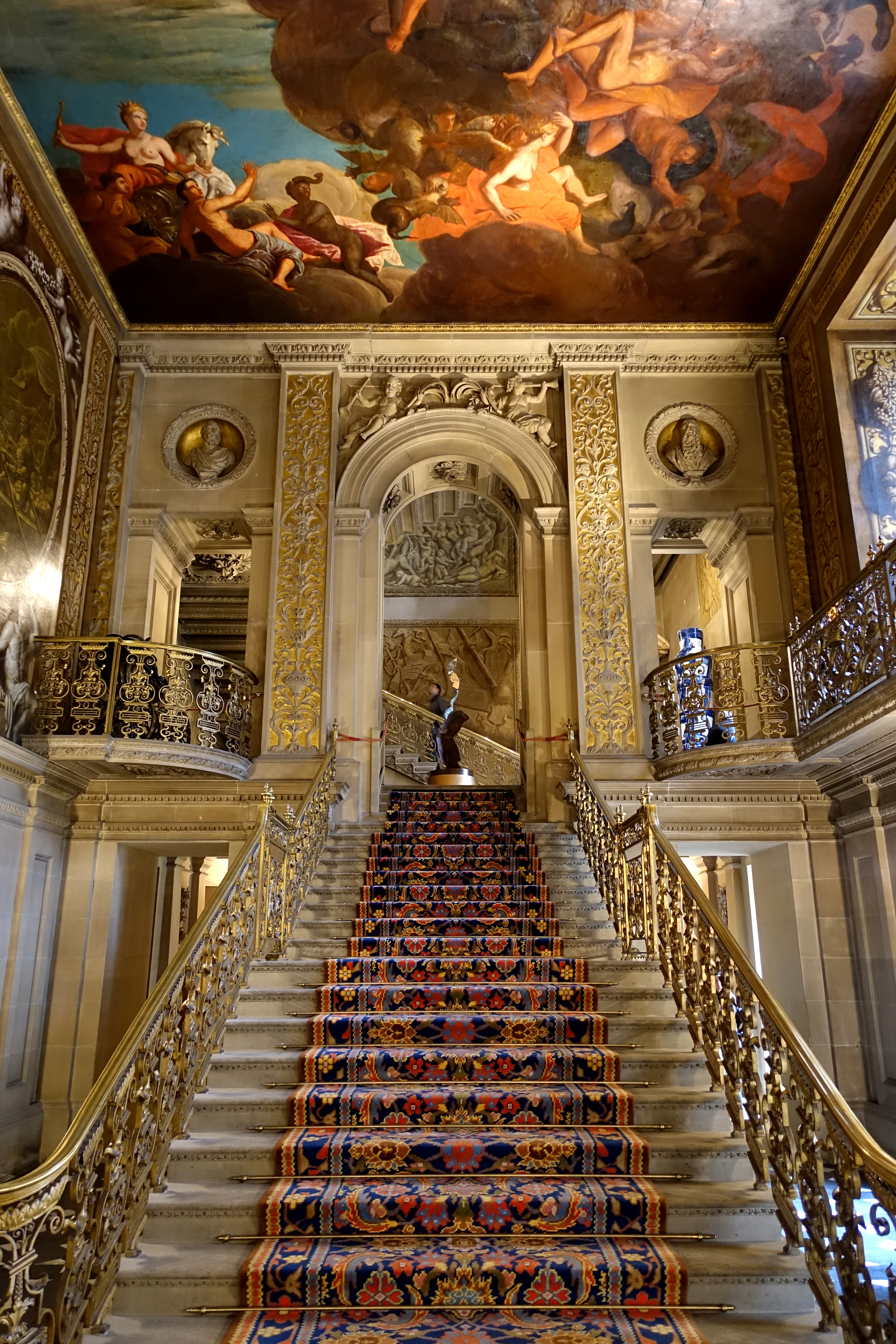
Treppe in der Entrance Hall
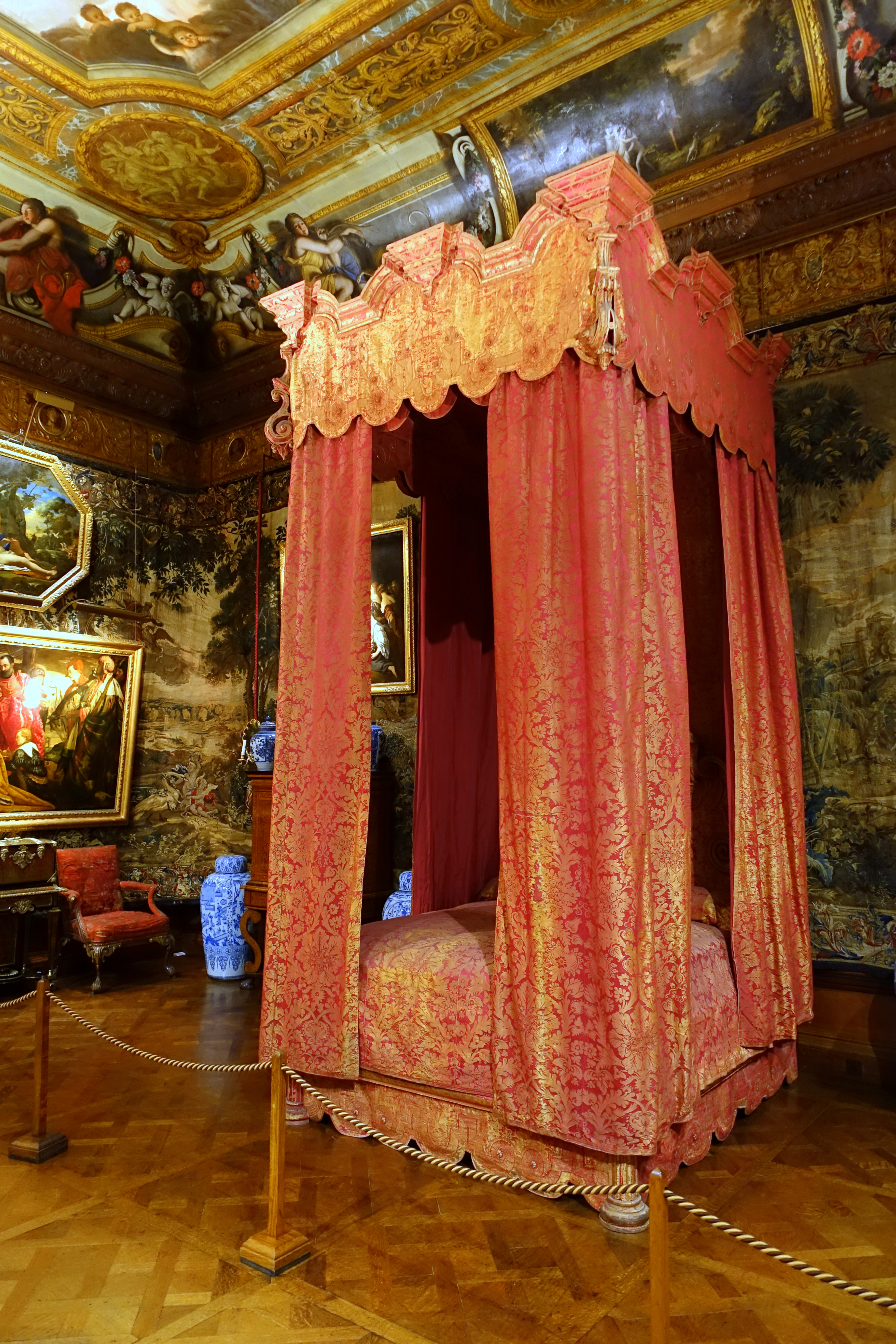
State Bedchamber
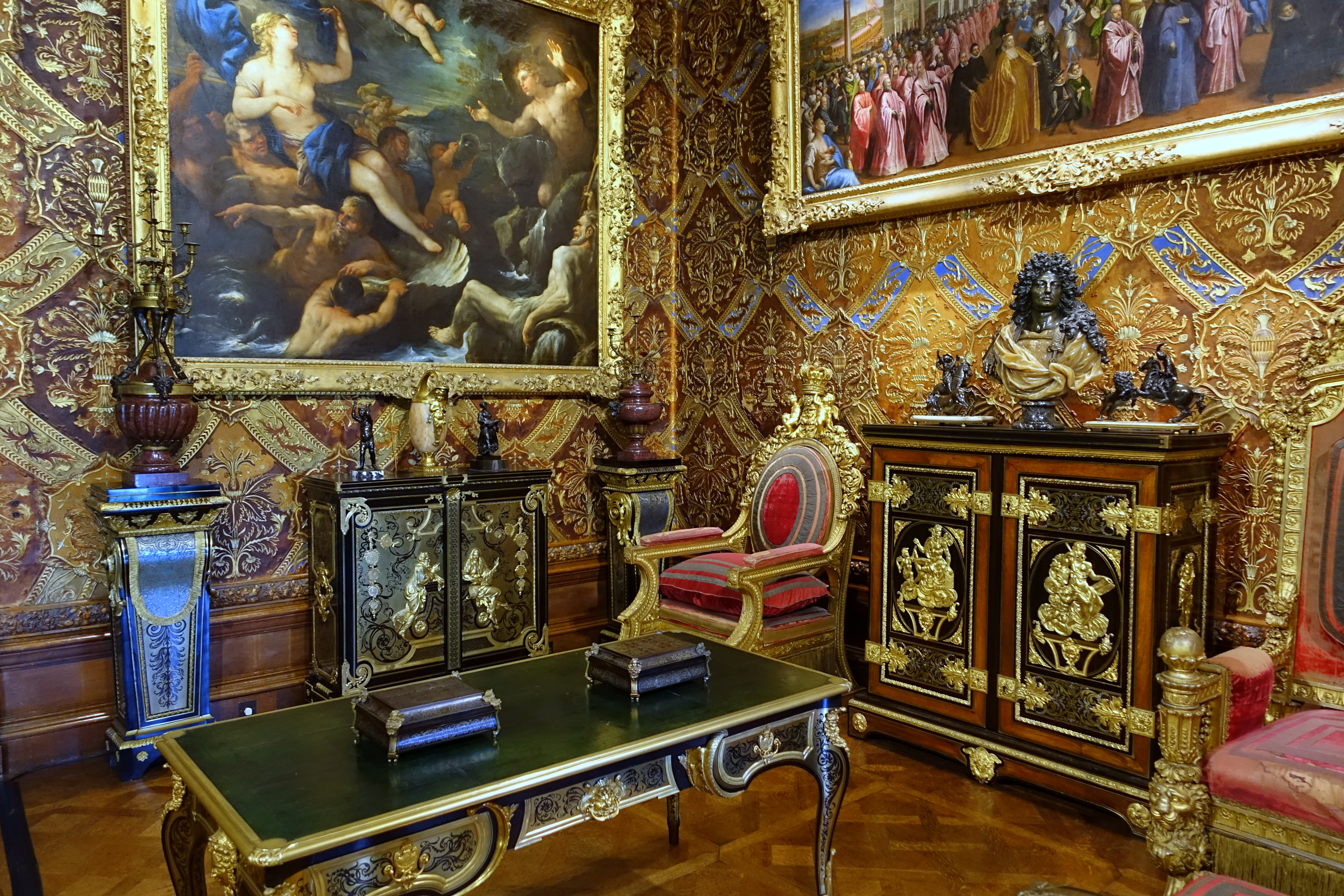
State Music Room mit barocker Ledertapete und Boulle-Möbeln
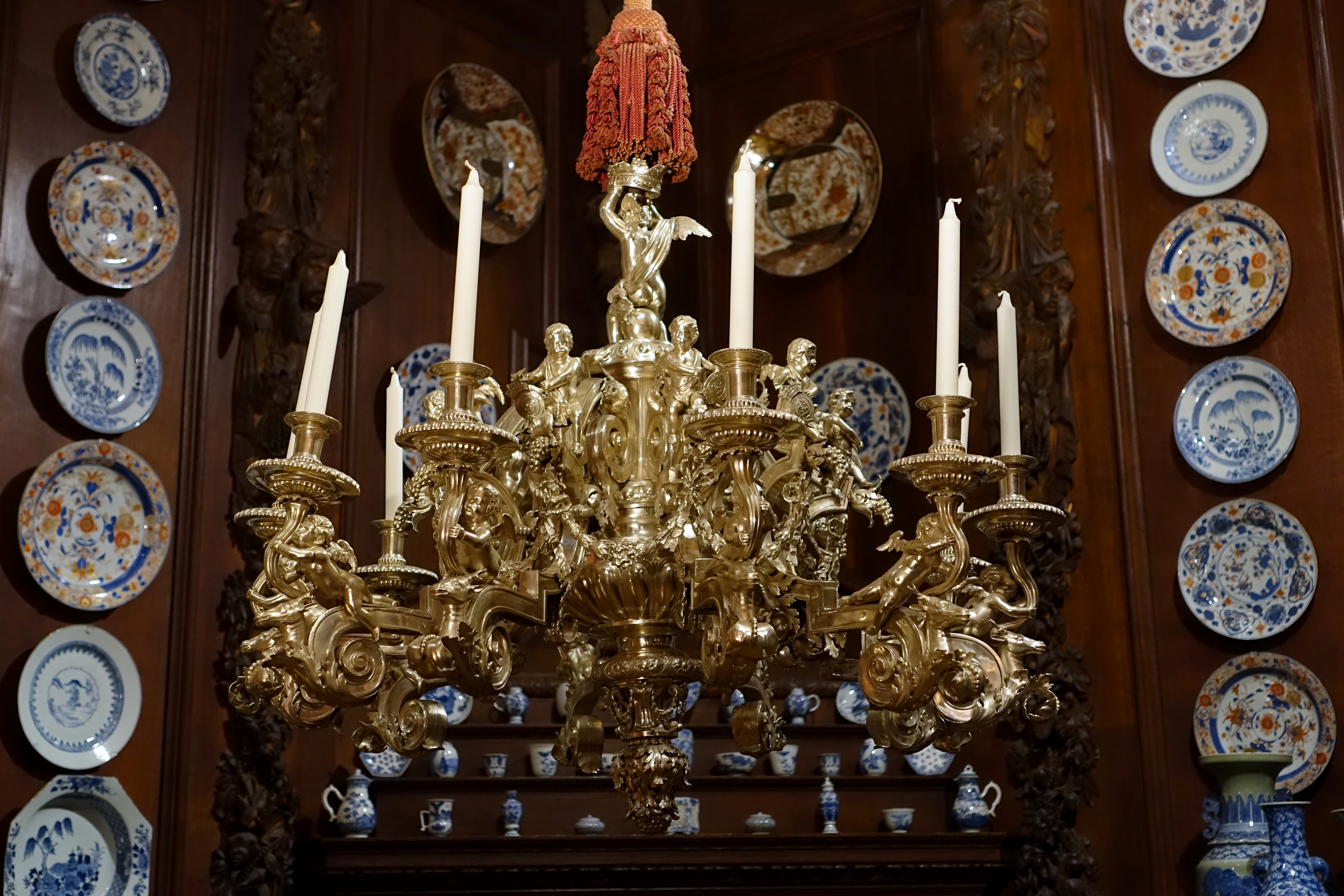
Silberleuchter und chinesisches Porzellan im State Closet
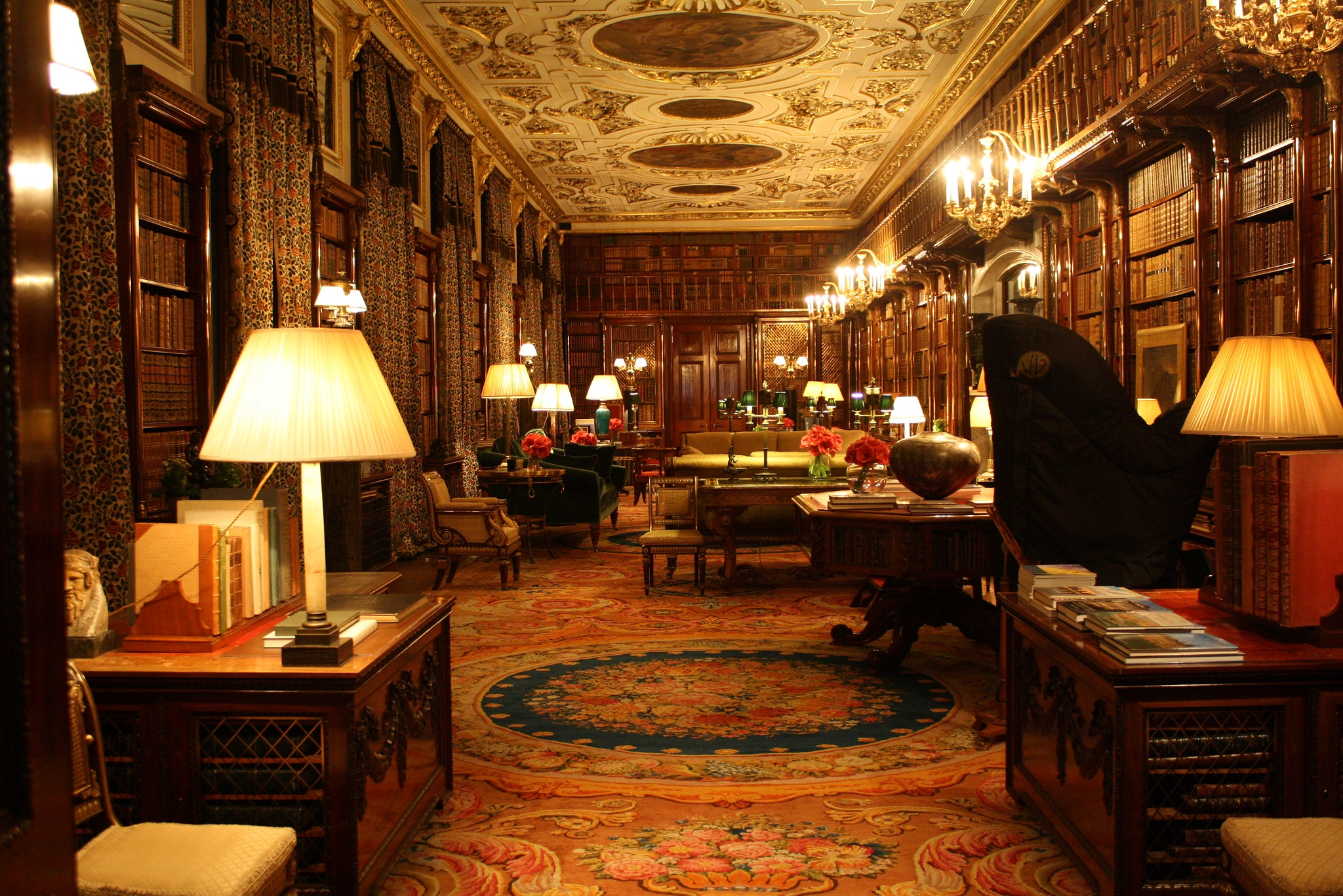
Bibliothek
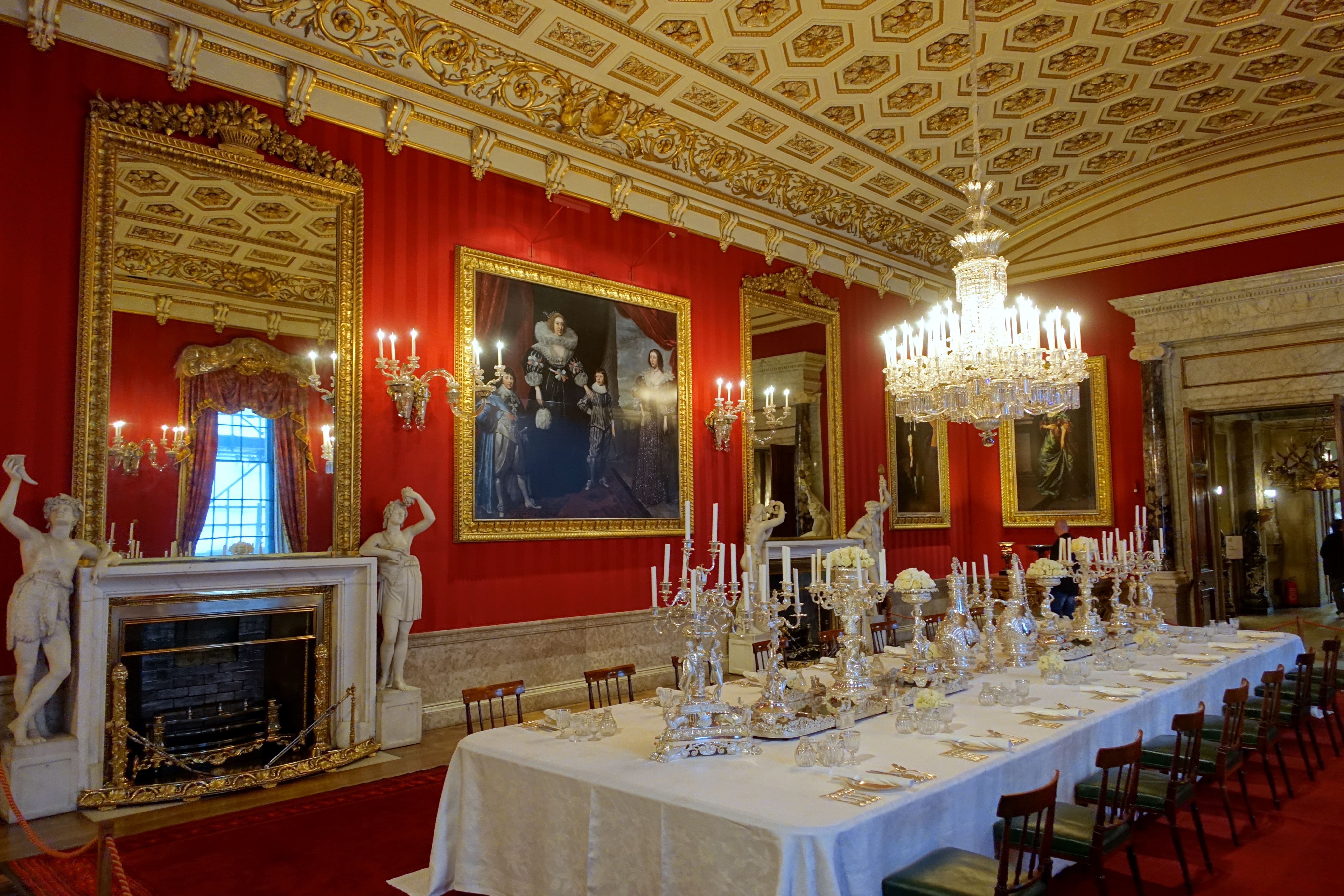
Dining Room

### Garten- und Parkanlagen

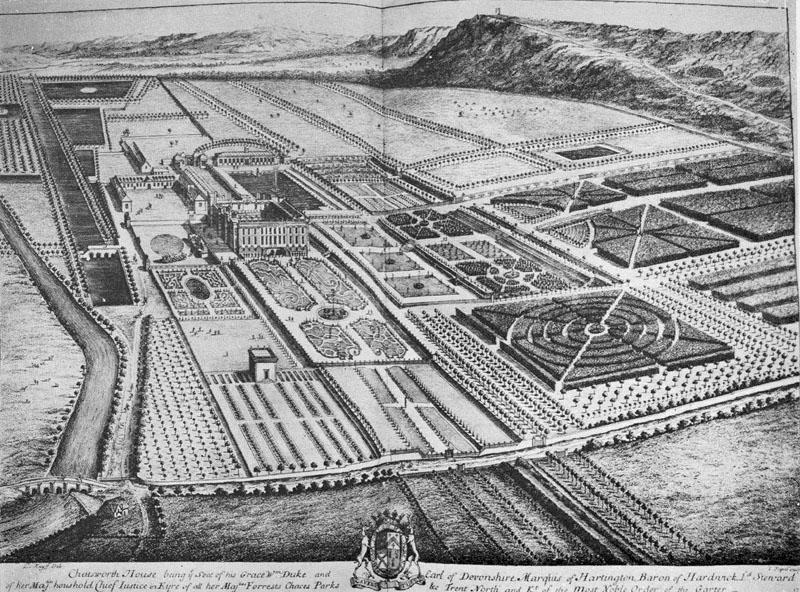
Chatsworth während der Zeit des ersten Herzogs (1699)

Der Garten ist eine der berühmtesten Anlagen Englands und entstammt drei großen Phasen der Gartenarchitektur. Unter dem ersten Herzog of Devonshire wurde ein Barockgarten angelegt, der von George London und Henry Wise entworfen worden war. Davon sind unter anderem noch die 200 Meter lange Kaskade (Architekt: Grillet), das Kaskadenhaus (Architekt: Thomas Archer) und der Kanal erhalten.
In der zweiten Epoche schuf Capability Brown, der bekannteste Gärtner seiner Zeit, in den 1760er Jahren einen Landschaftsgarten.
Im Jahr 1826 ernannte der sechste Herzog Joseph Paxton zu seinem Obergärtner. Dieser legte Steingärten, ein Arboretum sowie ein Pinetum an und entwarf mehrere Gewächshäuser. Außerdem schuf er die Emperor Fountain, für den Besuch des Zaren Nikolaus I. von Russland. Dafür ließ er in nur sechs Monaten einen 32.000 Quadratmeter großen See, der 110 Meter oberhalb des Teichs gelegen ist, ausheben, der die Fontäne durch den natürlichen Wasserdruck speist. Die Fontäne erreicht eine Steighöhe von 84 Metern und fördert fast 4000 Liter Wasser pro Minute. Der Zar kam jedoch nie nach Chatsworth. Paxtons größtes Werk war das 1920 abgebrochene Great Conservatory, ein Gewächshaus, Vorbild für den Crystal Palace in London. Für die Bewohner eines nahegelegenen Dorfes wurde zur Verschönerung eine Mustersiedlung errichtet.
Aus neuerer Zeit stammen unter anderem ein Rosengarten, ein Irrgarten aus Eiben an Stelle von Paxtons monumentalem Gewächshaus, ein Kräuter- und ein Sinnesgarten.
Deborah Mitford bepflanzte den Steingarten Paxtons mit Rosen, die diesen jedoch zunehmend überwucherten. Daher wurde Tom Stuart-Smith mit der Neugestaltung der Anlage betraut. Er verlegte einen Eingang, entfernte die Rosen und pflanze stattdessen sibirische Iris, Astern, Actaeas und Gräser. Er fügte der Anlage außerdem weitere Felsen zu.
2001 wurde im Park von Chatsworth House die Asche des berühmten britischen Jagdfliegers James Edgar Johnson verstreut, der sich dort oft der Sportfischerei gewidmet hatte. Seinem Gedenken war eine Parkbank gewidmet, die Inschrift darauf lautet In Memory of a Fisherman („Zur Erinnerung an einen Fischer“).

Ansichten des Parks von Chatsworth House
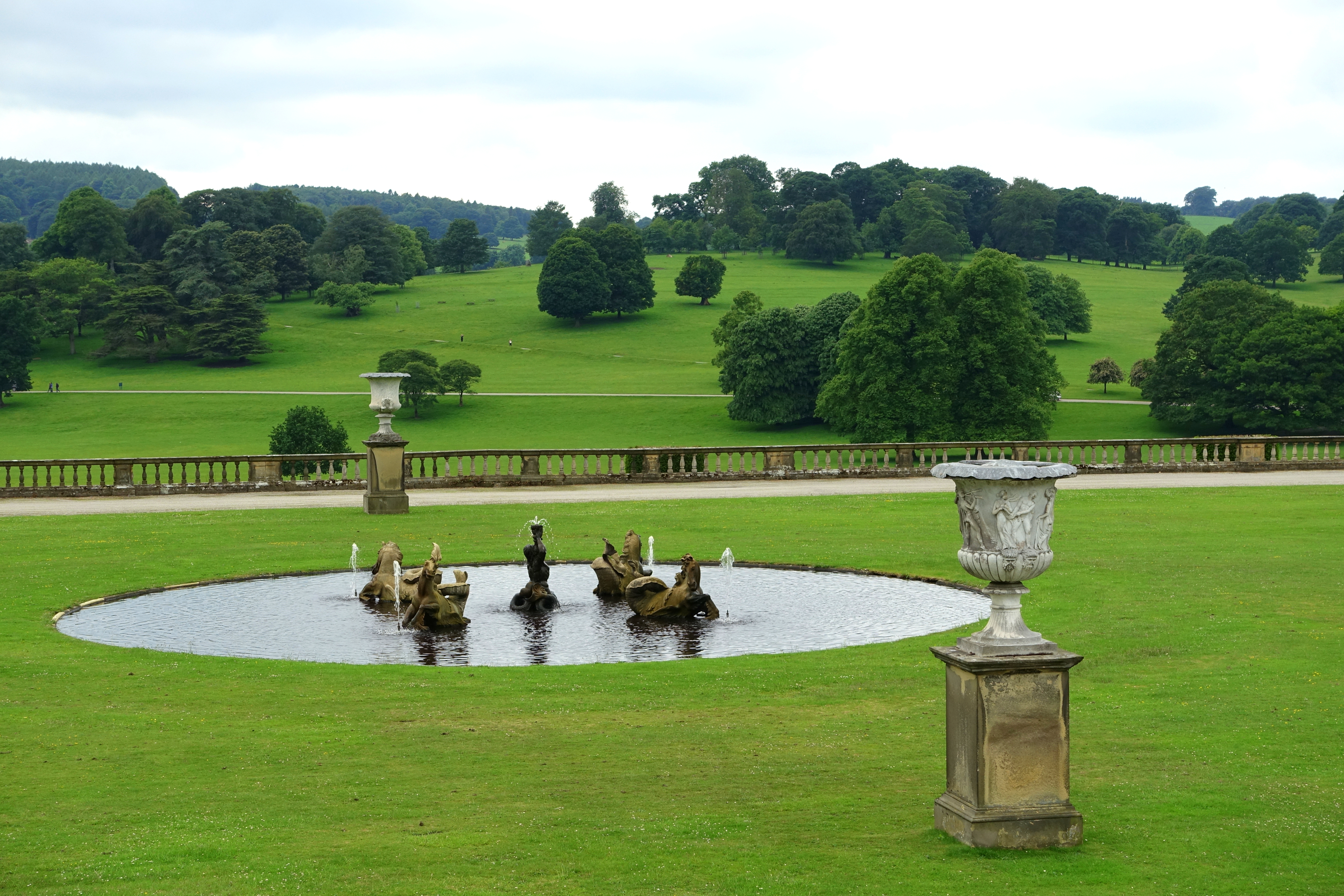
Südliche Anlage mit Seepferdbrunnen von C. G. Cibber, 1688–1691, Vasen von Fr. Bienaimé, 1800
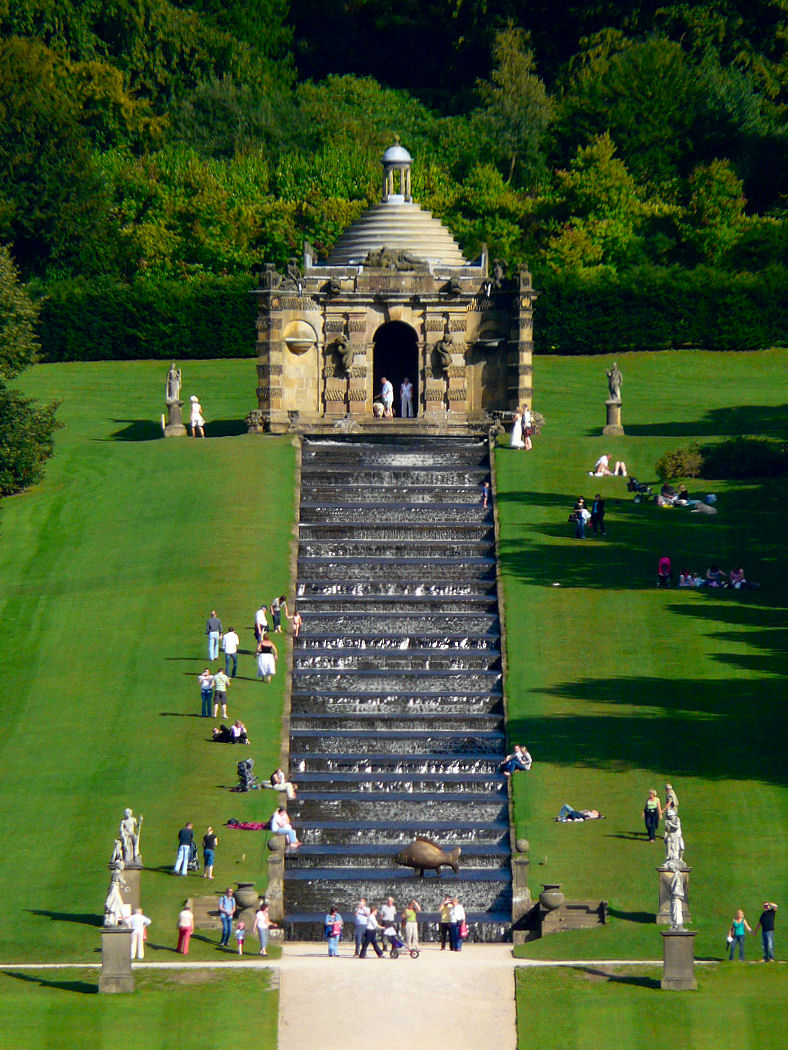
Große Kaskade mit Kaskadenhaus
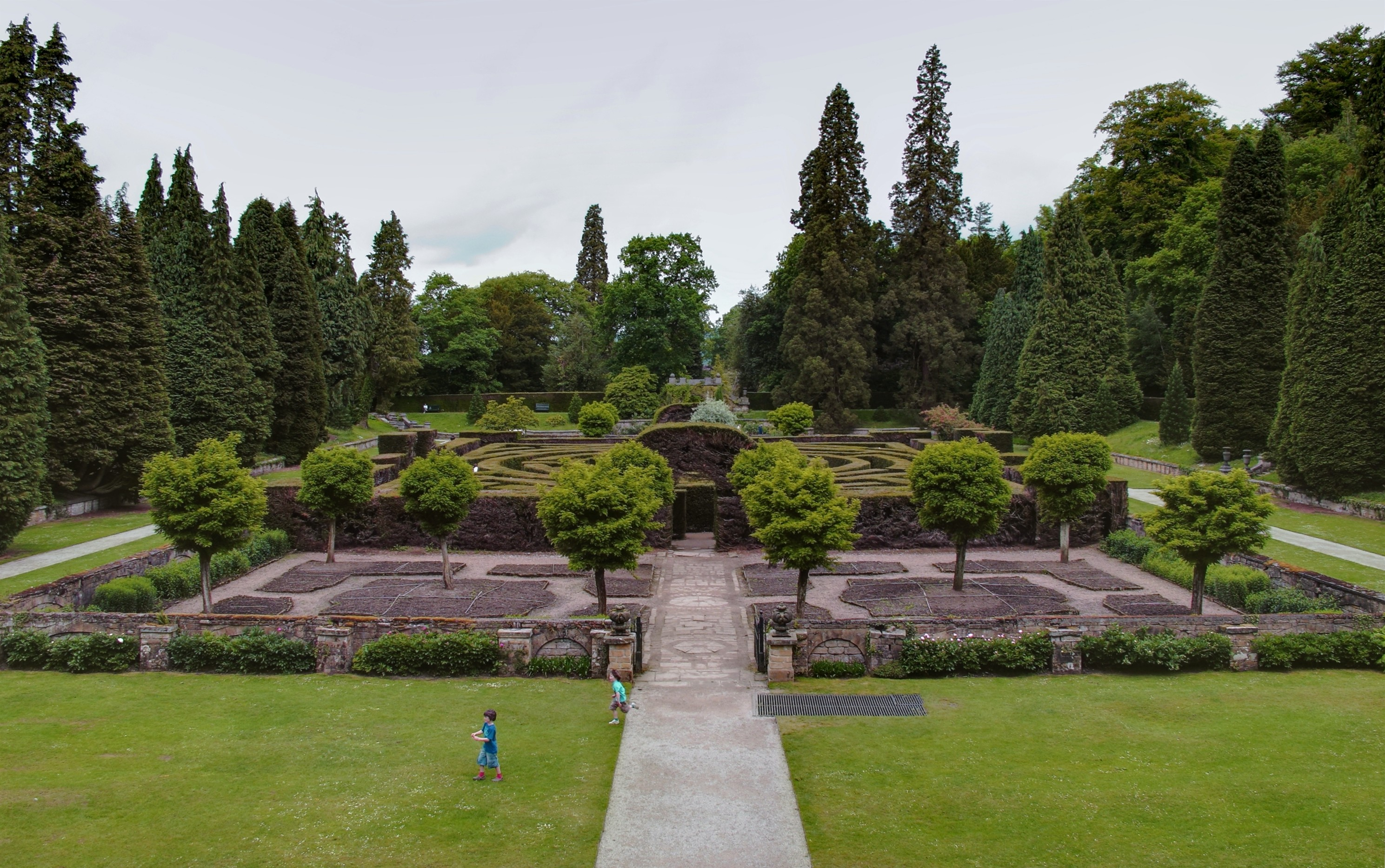
Labyrinth
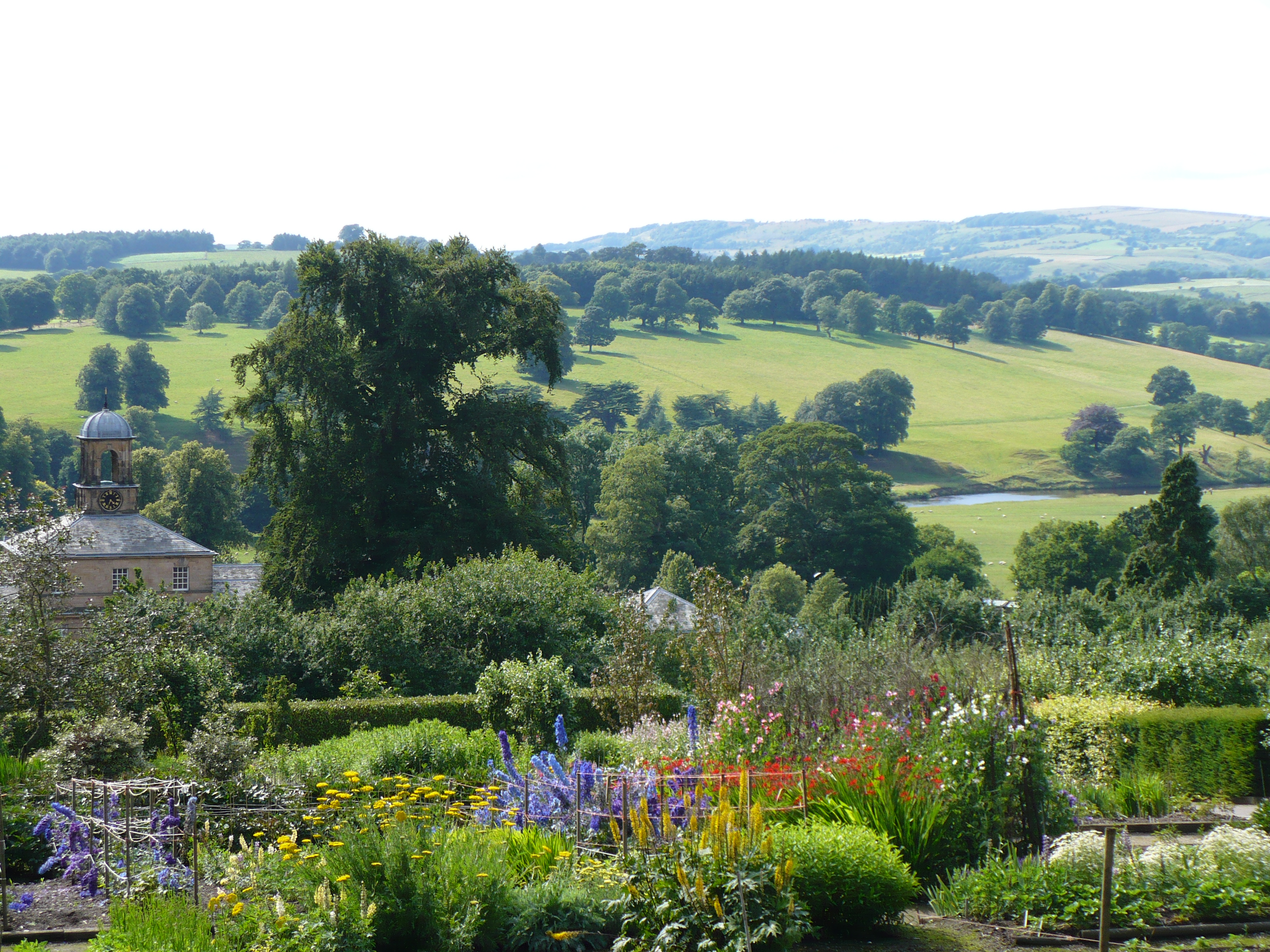
Küchengarten und Stallungen
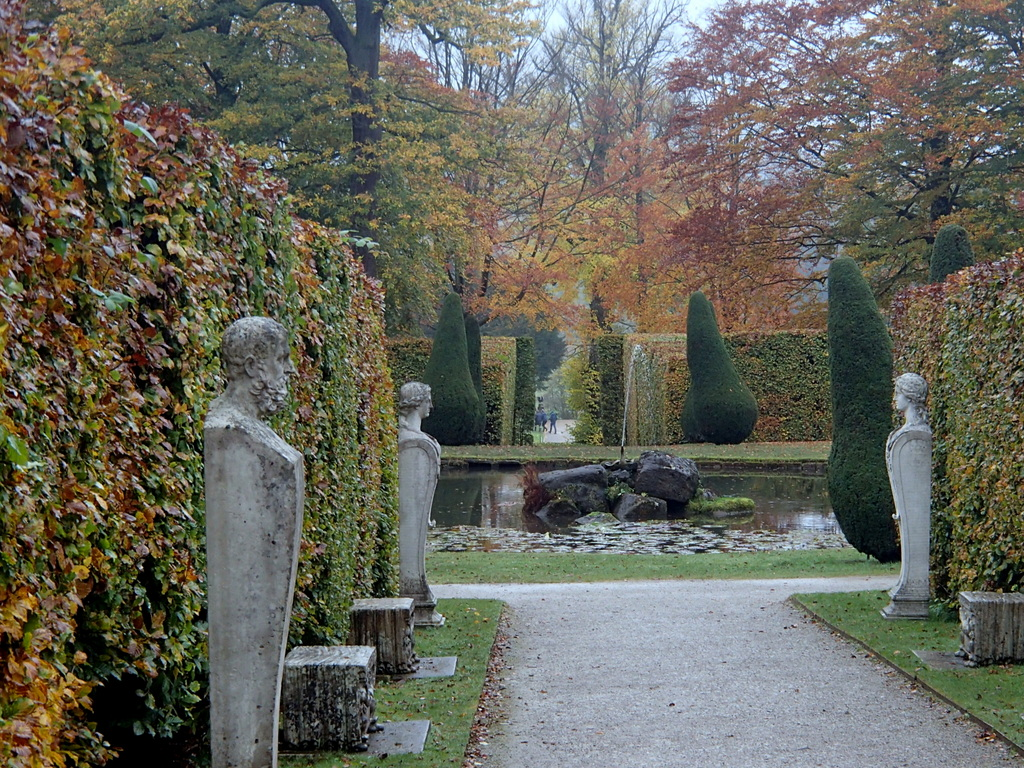
Heckengarten im Oktober
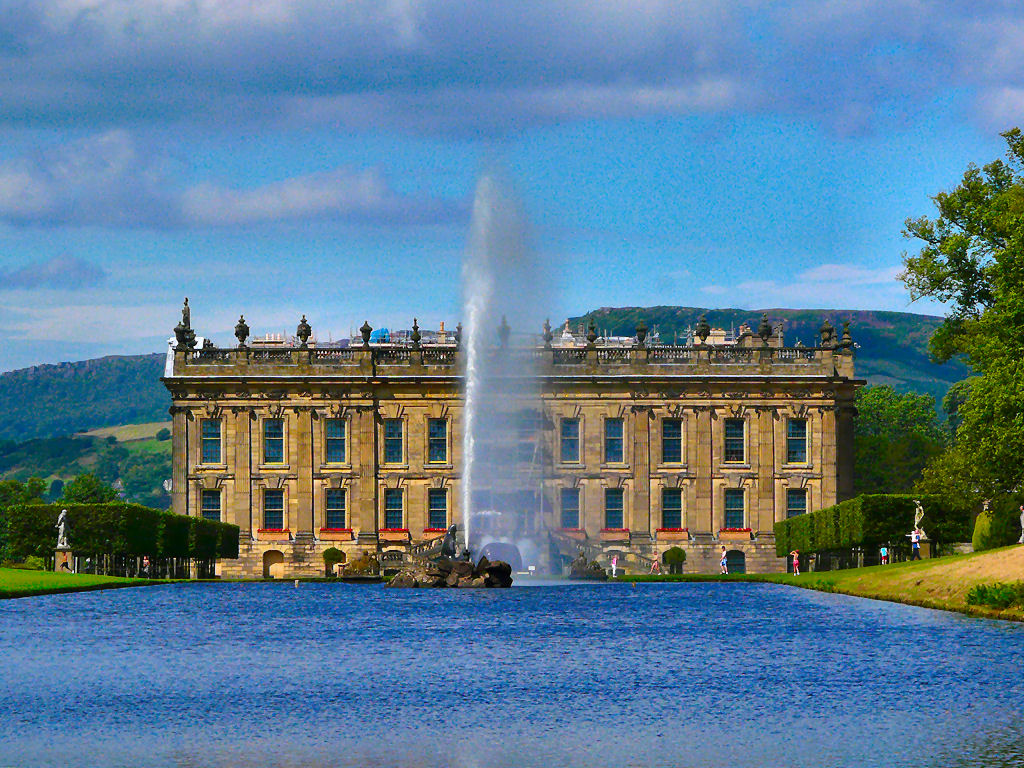
Emperor’s Fountain mit Südfassade

## Filmaufnahmen
- Für die 1986er Episode Die Internatsschule der Serie Sherlock Holmes wurde Chatsworth House zum Schloss des Herzogs von Holdernesse.
- Stolz und Vorurteil: In der Verfilmung  aus dem Jahr 2005 des gleichnamigen Romans von Jane Austen diente Chatsworth House als Pemberley, das Schloss von Mr. Darcy.
- Die Herzogin (Originaltitel: The Duchess) mit Keira Knightley als Georgiana Cavendish, Duchess of Devonshire und Ralph Fiennes als William Cavendish, 5. Duke of Devonshire, der am 5. September 2008 in den britischen Kinos anlief, wurde teilweise auf Chatsworth gedreht. Aufnahmen im Film sind in der Painted Hall sowie der Kapelle gemacht worden, außerdem im Garten des Anwesens.[7]
- In dem 2010 entstandenen Horrorfilm The Wolfman stellt Chatsworth das fiktive Talbot Manor dar.